# Wiktorija Kazunina
Wiktorija Jurjewna Kazunina (ros. Виктория Юрьевна Казунина, ur. 24 sierpnia 1970) – radziecka i rosyjska judoczka.
Brązowa medalistka mistrzostw świata w 1993. Startowała w Pucharze Świata w latach 1991 i 1996-1998. Wygrała igrzyska wojskowe w 1995 i MŚ wojskowych w 1994 i 1997. Mistrzyni Rosji w 1992, 1994 i 1998 roku.